# Loon (Familienname)
Loon ist ein Familienname, der überwiegend in den Niederlanden vorkommt.

## Namensträger
- Antonius van Loon (1888–1962), niederländischer Tauzieher
- Ellen van Loon (* 1963), niederländische Architektin
- Gottfried von Loon (um 1320–vor 1343), deutscher Adliger
- Hendrik Willem van Loon (1882–1944), niederländisch-US-amerikanischer Autor, Historiker, Journalist und Illustrator
- Henry van Loon (* 1982), niederländischer Schauspieler und Comedian
- Jan van Loon (1611/1614–1686), niederländischer Kupferstecher, Kartograf und Instrumentenbauer
- Jan Glastra van Loon (1920–2001), niederländischer Rechtswissenschaftler und Politiker (D66)
- Joost van Loon (* 1967), niederländischer Soziologe
- Karel Glastra van Loon (1962–2005), niederländischer Schriftsteller und Journalist
- Paul van Loon (* 1955), niederländischer Kinderbuchautor
- Theodoor van Loon (1581/1582–1649), flämischer Maler
- Tijmen van Loon (* 2001), niederländischer Bahnradsportler
- Ton van Loon (* 1956), niederländischer Offizier, Generalleutnant
- Willem van Loon (1891–1975), niederländischer Tauzieher